# Dzmitryj Daszczynski
Dzmitryj Uładzimirawicz Daszczynski (biał. Дзмітрый Уладзіміравіч Дашчынскі, ros. Дмитрий Владимирович Дащинский, Dmitrij Władimirowicz Daszczinski; ur. 9 listopada 1977 w Mińsku) – białoruski narciarz, specjalista narciarstwa dowolnego, dwukrotny medalista igrzysk olimpijskich i mistrzostw świata.

## Kariera
Zdobył srebrny medal w skokach akrobatycznych na igrzyskach olimpijskich w Turynie. Osiem lat wcześniej, na igrzyskach olimpijskich w Nagano zajął trzecie miejsce. Ponadto zdobył srebrne medale w skokach akrobatycznych podczas mistrzostw świata w Whistler oraz mistrzostw świata w Madonna di Campiglio. Najlepsze wyniki w Pucharze Świata osiągnął w sezonie 1998/1999, kiedy to zajął 2. miejsce w klasyfikacji generalnej i w klasyfikacji skoków akrobatycznych. W sezonie 2001/2002 wywalczył małą kryształową kulę w klasyfikacji skoków akrobatycznych.

## Osiągnięcia

### Igrzyska olimpijskie
| Miejsce | Dzień     | Rok  | Miejscowość    | Konkurencja        | Zwycięzca        |
| ------- | --------- | ---- | -------------- | ------------------ | ---------------- |
| 3.      | 18 lutego | 1998 | Nagano         | Skoki akrobatyczne | Eric Bergoust    |
| 7.      | 19 lutego | 2002 | Salt Lake City | Skoki akrobatyczne | Aleš Valenta     |
| 2.      | 23 lutego | 2006 | Turyn          | Skoki akrobatyczne | Han Xiaopeng     |
| 7.      | 25 lutego | 2010 | Vancouver      | Skoki akrobatyczne | Alaksiej Hryszyn |
| 8.      | 17 lutego | 2014 | Soczi          | Skoki akrobatyczne | Anton Kusznir    |

### Mistrzostwa świata
| Miejsce | Dzień       | Rok  | Miejscowość          | Konkurencja        | Zwycięzca        |
| ------- | ----------- | ---- | -------------------- | ------------------ | ---------------- |
| 18.     | 9 lutego    | 1997 | Iizuna               | Skoki akrobatyczne | Nicolas Fontaine |
| 8.      | 13 lutego   | 1999 | Meiringen            | Skoki akrobatyczne | Eric Bergoust    |
| 2.      | 20 stycznia | 2001 | Whistler             | Skoki akrobatyczne | Alaksiej Hryszyn |
| 13.     | 1 lutego    | 2003 | Deer Valley          | Skoki akrobatyczne | Dmitrij Archipow |
| 4.      | 18 marca    | 2005 | Ruka                 | Skoki akrobatyczne | Steve Omischl    |
| 2.      | 10 marca    | 2007 | Madonna di Campiglio | Skoki akrobatyczne | Han Xiaopeng     |
| 22.     | 4 marca     | 2009 | Inawashiro           | Skoki akrobatyczne | Ryan St. Onge    |
| 12.     | 7 marca     | 2013 | Voss                 | Skoki akrobatyczne | Qi Guangpu       |

### Puchar Świata

#### Miejsca w klasyfikacji generalnej
- sezon 1995/1996: 40.
- sezon 1996/1997: 26.
- sezon 1997/1998: 38.
- sezon 1998/1999: 2.
- sezon 1999/2000: 9.
- sezon 2000/2001: 5.
- sezon 2001/2002: 6.
- sezon 2002/2003: 6.
- sezon 2003/2004: 7.
- sezon 2004/2005: 15.
- sezon 2005/2006: 4.
- sezon 2006/2007: 21.
- sezon 2007/2008: 7.
- sezon 2008/2009: 23.
- sezon 2009/2010: 38.
- sezon 2011/2012: 18.
- sezon 2012/2013: 18.
- sezon 2013/2014: 42.

#### Zwycięstwa w zawodach
1. Steamboat Springs – 17 stycznia 1999 (skoki)
2. Heavenly Valley – 24 stycznia 1999 (skoki)
3. Sunday River – 27 stycznia 2001 (skoki)
4. Ruka – 5 grudnia 2003 (skoki)
5. Deer Valley – 31 stycznia 2004 (skoki)
6. Špindlerův Mlýn – 5 marca 2005 (skoki)
7. Changchun – 18 grudnia 2005 (skoki)
8. Deer Valley – 14 stycznia 2006 (skoki)
9. Špindlerův Mlýn – 5 lutego 2006 (skoki)
10. Apex – 19 marca 2006 (skoki)
11. Lianhua – 22 grudnia 2007 (skoki)
12. Voss – 17 marca 2012 (skoki)
13. Saint-Côme – 12 stycznia 2013 (skoki)

#### Pozostałe miejsca na podium w zawodach
1. Breckenridge – 25 stycznia 1997 (skoki) – 3. miejsce
2. Mount Buller – 11 września 1999 (skoki) – 3. miejsce
3. Mont Tremblant – 13 stycznia 2001 (skoki) – 2. miejsce
4. Lake Placid – 19 stycznia 2003 (skoki) – 2. miejsce
5. Mount Buller – 7 września 2003 (skoki) – 2. miejsce
6. Lake Placid – 16 stycznia 2004 (skoki) – 3. miejsce
7. Harbin – 14 lutego 2004 (skoki) – 2. miejsce
8. Sauze d’Oulx – 10 marca 2004 (skoki) – 3. miejsce
9. Mount Buller – 5 września 2004 (skoki) – 3. miejsce
10. Changchun – 16 grudnia 2005 (skoki) – 2. miejsce
11. Deer Valley – 13 stycznia 2006 (skoki) – 3. miejsce
12. Mont Gabriel – 27 stycznia 2008 (skoki) – 3. miejsce
13. Cypress Mountain – 10 lutego 2008 (skoki) – 2. miejsce
14. Davos – 7 marca 2008 (skoki) – 3. miejsce
15. Moskwa – 14 lutego 2009 (skoki) – 2. miejsce
16. Deer Valley – 15 stycznia 2010 (skoki) – 3. miejsce
17. Lake Placid – 19 stycznia 2013 (skoki) – 2. miejsce

- W sumie (13 zwycięstw, 8 drugich i 9 trzecich miejsc).